# Lechea sessiliflora
Lechea sessiliflora är en solvändeväxtart som beskrevs av Constantine Samuel Rafinesque. Lechea sessiliflora ingår i släktet Lechea och familjen solvändeväxter. Inga underarter finns listade i Catalogue of Life.